# Мартін Маля
Мартін Маля (англ. Martin Edward Malia) (*14 березня 1924 — †19 листопада 2004) — історик, дослідник історії Росії. Викладав в Університеті Берклі з 1958 по 1991 рік.
Серед його співробітників у Берклі був відомий дослідник історії Росії Микола Рязановський. В офіційному некролозі Берклі, Рязановський сказав такі слова: «Він [М. Маля] був надзвичайним та популярним істориком, мав істотний вплив на сучасну міжнародну дискусію стосовно краху Радянського Союзу та значення цієї події як для історії, так і для майбутнього. Також він був яскравим письменником в інтелектуальній історії Європи та Росії.»
Маля також написав відоме есе «До Сталінського Мавзолею», як він підписав літерою Z. Також він написав передмову до англійської версії Чорної книги комунізму.

## Праці

### «Радянська трагедія»
Книга вийшла друком в 1994 році у видавництві «The Free Press». Оскільки Радянський Союз вже відійшов в історію, Маля зазначає: «Вперше Радянська історія перетворилась на історію, а її завершення дозволяє відстежити її схему, або логіку».
Згідно з «культурним» антикомунізмом, який погоджувався зі злочинністю радянської системи, успіх Марксизму-Ленінізму в 1917 році та тривалість існування режиму пояснюється особливостями Російської культури та історії. До провідних представників цієї доктрини належать Ричард Пайпс (англ. Richard Pipes) та Хелен Каре де-Енкаус (англ. Helene Carrere d'Encausse).
Маля дотримується іншого, менш поширеного тлумачення, згідно з яким, Марксизм-ленінізм лежить в основі діяльності Влади Рад. Марксизм-Ленінізм був так само ворожим до Російських традіцій, як і до Ангольських, Кубинських, Чеських — його було запроваджено силою, і на силу він спирався для свого захисту, він був недієвим не тому, що зазнавав шаленого опору, а тому, що був фундаментально хибним і недієздатним в принципі. Для Малі, ключем до розуміння жахів Радянської дійсності є марксистська мрія в розбудову вільного та заможного суспільства шляхом скасування приватної власності та ринку.
Маля наголошує на важливості періоду радянської історії до 1921 року, який отримав назву «воєнний комунізм». Як було доведено Полом Робертсом (англ. Paul Craig Roberts) та Петром Боєтке (англ. Peter Boettke) він не був небажаним наслідком громадянської війни, а був втіленням Марксистських вчень: скасування приватної власності, торгівлі, грошей тощо. Результати втілення цих вчень були настільки катастрофічними, що поставили під ризик збереження самої Влади Рад. Саме жахливими наслідками воєнного комунізму пояснюється тимчасовий відступ Леніна до змішаної економіки в Новій економічні політиці (НЕП). Але НЕП не був тим, заради чого комуністи виборювали владу. Разом зі здобуттям влади Сталіним, поновлюється спроба розбудови соціалізму. Запроваджується перший п'ятирічний план, починається колективізація на селі, й і так жахливий терор часів Леніна посилюється до небачених доті глибин. Маля наводить оцінки людських жертв сталінського терору, які збігаються з оцінками Роберта Конквеста та іншими дослідниками цього періоду: близько 20 000 000 смертей.
В протилежність воєнному комунізму, Сталінський план передбачав існування грошей, зарплат та цін; тобто, був тимчасовим відхиленням від соціалістичного ідеалу. Так само відхиленням були легальні приватні наділи землі та невеликі ринки для селян, та де-факто існуючий чорний ринок (або «тіньова економіка»). Однак, єдина галузь, де Радянська Влада спромоглася на успіх, був військово-промисловий комплекс, в розвиток якого вкладались значні ресурси. Маля згадує Людвіга фон Мізеса та його доведення неможливості соціалістичного планування, також згадано працю Петра Боетке на цю ж тему. Однак, схоже, Маля не усвідомлює, що саме це і є основною проблемою. Як було доведено Мізесом, раціональне економічне планування неможливе за відсутності цін на товари виробників, а ціни неможливі, коли весь товар належить державі.
Маля описує притаманні радянській ідеології обмеження та періодичні, але невдалі, спроби ці обмеження обійти. Однак, кожна з цих спроб тривала недовго: або політичний контроль придушував приватну ініціативу, або економічна свобода загрожувала монополії партії.
Горбачов розумів, що хитка соціалістична економіка неспроможна забезпечити базу для світової потуги. Тому було запроваджено перебудову, а разом з нею і гласність, обмежене послаблення для поширення критики системи. Сюрреалізм радянського суспільства не витримав випробування критикою, та після десятиліть свого існування впав.
Після колапсу Радянського Союзу, Росія опинилась в ситуації гіршій, в порівнянні з Іспанією після Франко, або Західна Німеччина в 1945. Попри диктатуру, громадянське суспільство в цих країнах не було повністю винищено, а, що важливіше, були збережені принципи та повага до приватної власності. Після радянського панування протягом трьох поколінь, Росія опинилась без громадянського суспільства, а замість поваги до приватної власності — з «войовничим егалітаризмом».
Маля допускає в книзі декілька помилок, зокрема, плутає німецького соціаліста Карла Лібкнехта з його батьком, Вільгельмом; та Франко-Російський Альянс з Антантою; невірно наводить перший рядок «Інтернаціоналу», та стверджує, що Франко мав підтримку Німеччини та Японії, а не Німеччини та Італії. До серйозніших недоліків належить його дотримання застарілого бачення Промислової революції, згідно з яким збіднілі від індустріалізації маси були врятовані лише завдяки профспілкам та «мережам соціального захисту» (які не існували ще протягом десятиліть після того, як рівень життя істотно зріс у країнах Заходу). Також Маля стверджує, що класичний Марксизм «не бачив проблеми в анархії ринку» — що спростовується в праці «Анти-Дюрінг» Енгельса та в інших працях класиків Марксизму.

#### Рецензії
- Ralph Raico (February 1995). Book Review: The Soviet Tragedy: A History of Socialism in Russia, 1917-1991 by Martin Malia and Russia Under the Bolshevik Regime by Richard Pipes. The Freeman. 45 (2). Архів оригіналу за 11 лютого 2010. Процитовано 13 квітня 2010.
- Tismaneanu, Vladimir (January 1995). Tyranny and myth. Journal of Democracy. The Johns Hopkins University Press. 6 (1): pp. 169-173. doi:10.1353/jod.1995.0005. ISSN 1045-5736. {{cite journal}}: |pages= має зайвий текст (довідка)
- Robert Legvold (May/June 1994). The Soviet Tragedy: A History of Socialism in Russia, 1917-1991. Foreign Affairs.

- Michael Radu (Wntr. 1995). The Soviet Tragedy: A History of Socialism in Russia: 1917-1991. - book reviews. ORBIS. Архів оригіналу за 26 червня 2010. Процитовано 13 квітня 2010.

### Переклади українською
- Мартін Маля. Радянська трагедія: історія соціалізму в Росії 1917-1991 = The Soviet Tragedy: A History of Socialism in Russia, 1917-1991. — "Мегатайп", 2000. — 606 с. — ISBN 5-85722-095-5.